# Fred Grandy
Fredrick Lawrence Grandy, conocido artísticamente como Fred Grandy (Sioux City, Iowa, 29 de junio de 1948) es un ex-actor y político estadounidense.

## Biografía
Diplomado en Filología Inglesa por la Universidad de Harvard en 1970, su salto a la popularidad se lo debe a la televisión y concretamente al papel del sobrecargo Burl "Gopher" Smith en la popular serie The Love Boat, que interpretó durante nueve años, entre 1977 y 1986, aunque su debut en el medio se remonta a la temporada 1973-1974, en la que intervino en la serie Maude.
Tras la cancelación de la serie que le proporcionó fama, se dedicó de lleno al mundo de la política. Miembro del Partido Republicano de los Estados Unidos, en las elecciones de 1986 obtuvo un escaño en la Cámara de Representantes, por su Estado de origen, Iowa. Grandy revalidó posteriormente su representación y pudo conservar el asiento en el Congreso hasta 1995, durante cuatro mandatos. En 1994 optó en las primarias de su partido a la candidatura para el puesto de Gobernador de Iowa, aunque perdió frente a Terry Branstad por cuatro puntos.
Con posterioridad, entre 1995 y 2000 fue Presidente de la Compañía Goodwill Industries, ha ejercido como analista político en la National Public Radio y ha impartido clases en la Universidad de Maryland. 
Desde 2003 presenta un programa en la cadena Retirement Living TV llamado Daily Cafe.